# Palermo (tango)
Palermo é um tango composto em 1929 pelos letristas Juan Villalba e Hermido Braga (-Domingo Herminio Bragagnolol-) e música de Enrique Delfino. Sua audição pública inicial deu-se na peça El bajo está de fiesta em 1 de março de 1929, cantada por Olinda Bozán. Carlos Gardel gravou em 23 de outubro do mesmo ano. Trata-se de um tango que versa sobre um aficcionado apostador das corridas de cavalo do Hipódromo de Palermo.
| Espanhol (e Lunfardo)                 | Português                                        |
| ------------------------------------- | ------------------------------------------------ |
| !Maldito seas Palermo!                | !Maldito sejas Palermo                           |
| me tenés seco e enfermo               | me manténs seco e enfermo                        |
| mal vestido y sin morfar              |                                                  |
| porque el vento en los domingos       |                                                  |
| me patino con los pingos              |                                                  |
| en el Hache Nacional .                |                                                  |
| Pa´buscar al que no pierde            | Para encontrar o (cavalo) que não perde          |
| me atraganto con la Verde             |                                                  |
| y me estudio el pedigré               | e estudo o pedigree                              |
| y a pesar de la cartilla              | e apesar da cartilha (de informações)            |
| largo yo en la ventanilla             | eu deixo na janela (de apostas)                  |
| todo el laburo del mes.               | todo o salário do mes.                           |
| Berretines, que tengo con los pingos, | Berretines(exclamação), que tenho com os cavalos |
| metejones, de todos los domingos...   | perdedores de todos os domingos...               |
| Por tu culpa me tengo bien fané...    | Por tua culpa estou um traste...                 |
| !Que voy hacer, así debe ser!         | Que vou fazer, assim deve ser!                   |
| Ilusiones del viejo y de la vieja     | Ilusões do senhor e da senhora                   |
| van quedando desechas en la arena     | vão sendo desfeitas na (pista de) areia          |
| por las patas de un tungo roncador    | pelas patas de um matungo roncador...            |
| !Que voy hacer si soy jugador!        | !Que vou fazer se sou jogador!                   |
| Palermo, cuna de orre,                |                                                  |
| por tu culpa ando sin cobre,          | por tua culpa ando sem cobre,                    |
| Sin honor ni dignidad;                | Sem honra nem dignidade;                         |
| soy manguero y caradura,              |                                                  |
| paso siempre mishiadura               |                                                  |
| por tu raza caballar                  | por tua raça cavalar.                            |
| Me arrastra más la perrera,           | Me arrasta mais o palpiteiro                     |
| que una hermosa mujer                 | que uma formosa mulher                           |
| Como una boca pintada                 | Como uma boca pintada                            |
| me engrupe la colorada                | me engrupe a (égua) colorada                     |
| cual si fuera su mishé                | como fosse seu miché.                            |